# Cimetière anglo-saxon de Finglesham
Le cimetière anglo-saxon de Finglesham est un lieu de sépulture en usage du VIe au VIIIe siècle. Il est situé en bordure du village de Finglesham, dans le Kent.
D'une superficie d'un demi-hectare, ce cimetière ne présente que des tombes, sans traces de crémations. Beaucoup de ces tombes sont fournies en mobilier funéraire tel que bijoux, armes et objets du quotidien, les plus riches datant du milieu du VIe siècle, époque où le royaume de Kent n'est pas encore converti au christianisme. Certaines, principalement au sud-est du cimetière, se trouvaient sous des tumulus arasés depuis.
La première excavation du cimetière, menacé par l'exploitation d'une carrière de craie, est menée par les archéologues locaux W. P. D. Stebbing and W. Whiting en 1928-1929. Quelques années plus tard, entre 1959 et 1967, de nouvelles fouilles sont menées sous la direction de Sonia Chadwick Hawkes, des labours trop profonds menaçant à nouveau l'intégrité du site.